# Euplectes
Euplectes är ett fågelsläkte i familjen vävare inom ordningen tättingar. Släktet omfattar 18 arter eldvävare och vidafinkar med utbredning i Afrika söder om Sahara:
- Gulkronad eldvävare (E. afer)
- Rödpannad eldvävare (E. diadematus)
- Orangekragad eldvävare (E. gierowii)
- Zanzibareldvävare (E. nigroventris)
- Svartvingad eldvävare (E. hordeaceus)
- Sydlig eldvävare (E. orix)
- Svartpannad eldvävare (E. franciscanus)
- Orangeryggig eldvävare (E. aureus)
- Gulgumpad eldvävare (E. capensis)
- Kortstjärtad vidafink (E. axillaris)
- Gulryggig vidafink (E. macroura)
- Träskvidafink (E. hartlaubi)
- Bergvidafink (E. psammacromius)
- Vitvingad vidafink (E. albonotatus)
- Rödhalsad vidafink (E. ardens)
- Rödhuvad vidafink (E. laticauda)
- Långstjärtad vidafink (E. progne)
- Bågstjärtad vidafink (E. jacksoni)